# Eugène Poubelle

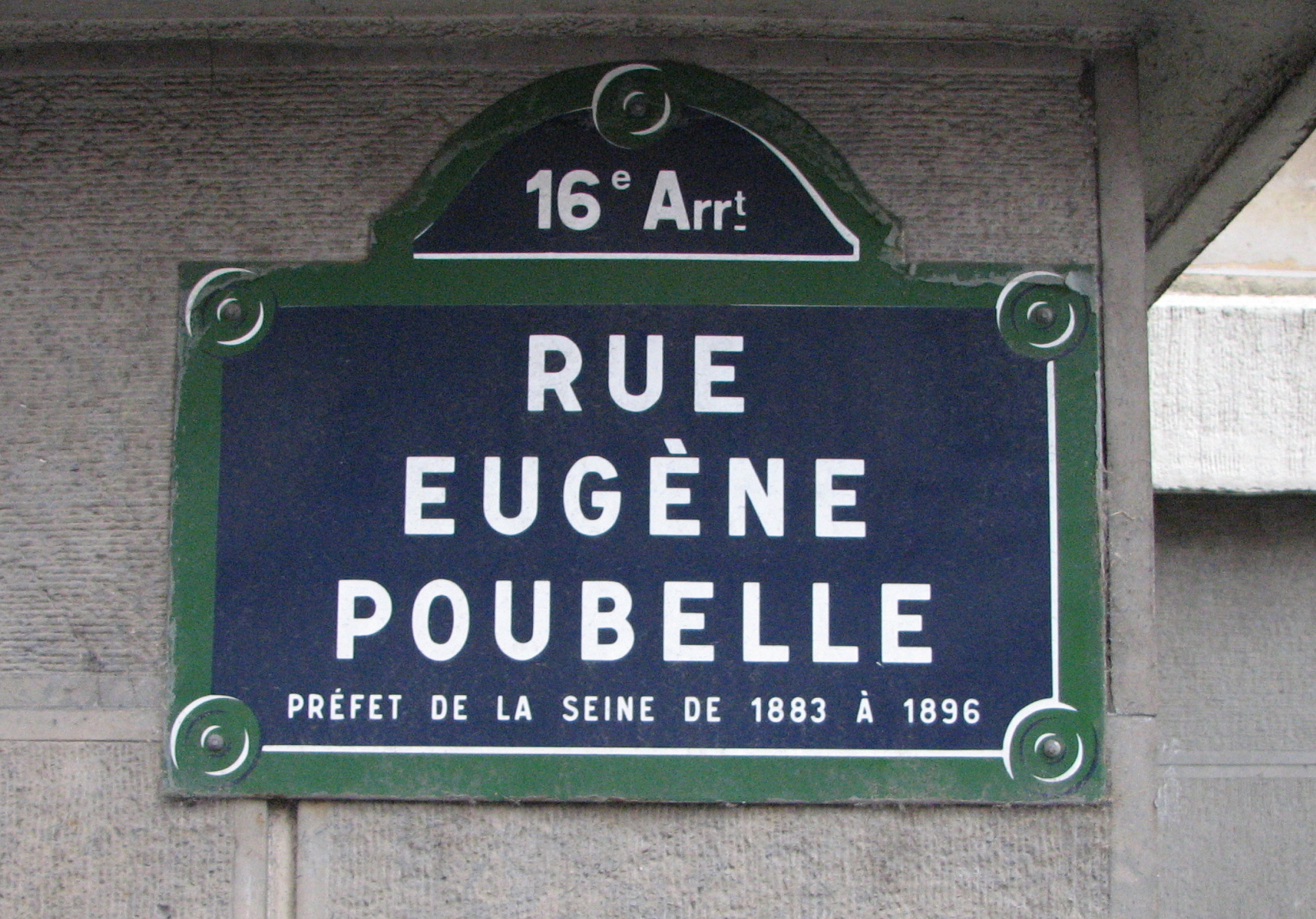
Placa de la calle de París con su nombre

Eugène-René Poubelle (Caen, Francia, 15 de abril de 1831-París, 15 de julio de 1907), fue un abogado, administrador y diplomático francés, que ocupó el cargo de prefecto de la Región del Sena. Se lo recuerda por haber implantado el uso obligatorio de los cubos de basura en París (a este hecho se debe que el cubo de la basura se denomine la poubelle en francés). 

## Biografía
Eugène Poubelle nació en una familia burguesa de Caen. Estudió Derecho, graduándose como abogado y obteniendo posteriormente el doctorado. Fue profesor en las universidades de Caen, Grenoble y Toulouse antes de ser nombrado prefecto (representante del gobierno en la administración regional) en el departamento de Charente en abril de 1871. A partir de entonces ocupó sucesivamente las prefecturas de Isère, Córcega, Doubs, Bouches-du-Rhône y finalmente, la del departamento del Sena (1883-1896).
El cargo de prefecto del Sena era una posición muy influyente, y Poubelle dijo: "A partir de ahora los residuos domésticos se recogerán en un recipiente de madera reforzado  en su interior con hierro, de tal manera que no se pueda  escapara nada. A dichos recipientes también se les podrá echar cenizas calientes sin riesgo de incendios y también que se puedan reciclar". Dotado de la capacidad de ejercer en París los mismos poderes públicos que los alcaldes electos en las demás ciudades francesas. El 7 de marzo de 1884 Poubelle decretó que los dueños de los edificios tenían que proporcionar a sus residentes tres contenedores cubiertos de 40 a 120 litros para depositar la basura doméstica, debiendo separarse los residuos orgánicos compostables; el papel y las telas; y la loza y las conchas.
El tamaño de la ciudad de París, cercana a los dos millones de habitantes, requirió organizar un servicio regular para el vaciado de los contenedores. Los parisinos comenzaron a llamar Poubelle a los cubos de basura, una costumbre propagada por el diario Le Figaro, que en sus páginas hablaba de las Boîtes Poubelle. La implantación de los cubos encontró la resistencia de los dueños de los edificios (a los que correspondía costear los contenedores y su mantenimiento), y de los ropavejeros tradicionales, los chiffoniers, que veían en el nuevo sistema una clara amenaza a su medio de vida. Muchos contenedores fueron destrozados cuando se implantó la norma, pero los principios que estableció Poubelle han perdurado. No fue sin embargo hasta después de la Segunda Guerra Mundial cuando los contenedores de basura y su recogida por los servicios municipales se generalizaron. Ya por entonces el uso del sustantivo poubelle se había hecho común, habiendo sido reconocido por primera vez en un suplemento del Grand Dictionnaire Universel du 19ème Siècle en fecha tan temprana como 1890.
El 8 de enero de 1887, actuando en nombre de la ciudad de París, fue uno de los tres firmantes (junto con Édouard Lockroy, Ministro de Comercio, y Gustave Eiffel) del convenio con el que se acordó la construcción y las condiciones de explotación de la Torre Eiffel.
Eugène Poubelle también llevó a cabo eficaces campañas para implantar el desagüe desde los edificios a la red de saneamiento. El brote de cólera de 1892 motivó su decreto de 1894, según el cual todos los edificios deberían ser conectados directamente al alcantarillado a expensas del dueño del inmueble.
Poubelle fue nombrado embajador ante la Santa Sede en 1896 y ante el Tribunal Romano en 1898. Fue cónsul general del cantón de Saissac (departamento de Aude) de 1898 a 1904, y presidente de la Sociedad Central de Agricultura del Aude, desde donde defendió los intereses de los vinateros del Sur de Francia, la región conocida como Le Midi.
Murió en París el 15 de julio de 1907 y está enterrado en el cementerio de Herminis, cercano a Carcasona;

## Reconocimientos
- Un busto de Poubelle se exhibe en el exterior del Museo de Bellas Artes de la ciudad de Carcasona.[6]
- La calle Eugène Poubelle, situada entre la Avenida de Versailles y el Quai Louis-Blériot en el 16.º Distrito de París, lleva este nombre en su memoria.